# Castel Freienthurn
Castel Freienthurn (in tedesco Schloss Freienthurn) è un castello medievale che si trova nel centro di Rio di Pusteria in Alto Adige.

## Storia
Il castello fu costruito come una casatorre nel 1269 da Friedrich von Rodank e nel XVI secolo venne ampliato con l'aggiunta di nuove ali.
Nel 1856 i conti di Preu cedettero il castello alle Suore Terziarie Francescane di Bressanone che vi fondarono un istituto per l'istruzione delle ragazze non abbienti, l'Istituto del Sacro Cuore, che è attivo ancora oggi.

## Descrizione
Il mastio è ancora visibile anche se inglobato dai vari edifici che compongono il castello. Nell'ala a ovest è presente una loggia a due piani con archi a tutto sesto
su colonne.
All'interno sono presenti sale con soffitti a cassettoni del XVII secolo e il salone principale è adornato da stucchi.
Essendo una scuola il castello non è visitabile.